# Харрисон, Джастин
Джастин Брендан Грегори Харрисон (англ. Justin Brendan Gregory Harrison, родился 20 апреля 1974 в Сиднее) — австралийский регбист, выступавший на позиции лока. Известен по играм за клубы «Брамбиз», «Уаратаз», «Ольстер», «Бат» и «Нарбонна». Серебряный призёр чемпионата мира 2003 года.

## Игровая карьера

### Клубная
Харрисон является одним из первых игроков клуба «Брамбиз», которые приняли участие в турнире Супер 12 (ныне известный как Супер Регби). Его дебют состоялся в 1997 году, и он сыграл 69 матчей за клуб в разных турнирах, в том числе и финал сезона 2001 года, в котором «Брамбиз» взяли верх. Параллельно играм за «Брамбиз» Харрисон играл за другие австралийские клубы в региональных и межрегиональных турнирах: в частности, за команды «Канберра Вайкингс» и «Таггеранонг Вайкингс» из Австралийской столичной территории и за сиднейский клуб «Иствуд». В 1994 году он играл за молодёжную команду Австралийской столичной территории.
После ухода из «Брамбиз» Харрисон выступал за клубы «Уаратаз» в 2004—2005 годах и «Ольстер» в 2005—2008 годах, причём с «Ольстером» он выиграл в сезоне 2005/2006 Кельтскую лигу Magners и был его капитаном. В сезоне 2008/2009 он играл за «Бат», выйдя в стартовом составе в 29 встречах из 31. О намерении Харрисона перейти в «Бат» стало известно ещё в феврале, хотя тогда он не обсуждал это с руководством «Ольстера».
В конце 2009 года стало известно о возвращении Харрисона в ряды «Брамбиз»: он должен был заменить Питера Кимлина, испытывавшего хронические боли в правом плече. Однако к тому моменту он отбывал восьмимесячную дисквалификацию за «действия, противоречащие интересам игры», которая должна была закончиться 13 января 2010 года. Более того, возвращению игрока всячески противился Австралийский регбийный союз, отказавшийся признавать заключённый Харрисоном и клубом контракт.

### В сборной
В 1994 году Джастин Харрисон выступал за студенческую сборную Австралии, в 1995 году — за сборную Австралии не старше 21 года и за сборную австралийской армии (она провела серию матчей на Фиджи). За сборную Австралии сыграл 34 встречи и набрал 5 очков. Дебютную встречу за «Уоллабиз» Харрисон провёл 14 июля 2001 года в Сиднее против «Британских и ирландских львов», проводивших турне по Австралии. Эта встреча была третьей в серии матчей между «Львами» и «Уоллабиз» и завершилась победой австралийцев 29:23, но при этом была не первой для Харрисона игрой против «Львов» — 19 июня того года он сыграл за вторую сборную Австралии, которая победила «Львов» со счётом 28:25. Считается, что именно Харрисон помог своей сборной удержать победу: на 78-й минуте «Львы» вбрасывали мяч примерно в 10 метрах от «зачётки» австралийцев, и Харрисон сумел выиграть коридор, переиграв в этом капитана «Львов» Мартина Джонсона. Всего в том году Харрисон сыграл семь матчей, в том числе четыре матча осенью после завершения турне британцев: среди сыгранных им встречи были две встречи Кубка трёх наций 2001 года, выигранного австралийцами.
В 2002 году Харрисон сыграл все 10 тест-матчей, выйдя в стартовом составе в 9 встречах. Свою единственную попытку он занёс 23 ноября того года в игре против Италии в Генуе. В 2003 году он пропустил домашние тест-матчи и игры Кубка трёх наций, но со сборной Австралии дошёл до финала чемпионата мира. Три из сыгранных пяти матчей в том году были встречами в плей-офф чемпионата мира против Шотландии, Новой Зеландии и Англии. В финале австралийцы проиграли англичанам, и Харрисон так расстроился, что в сердцах выбросил в море свою серебряную медаль. Спустя 19 лет Харрисону торжественно вручили копию медали: её изготовили на заказ те же мастера, что выплавляли медали для призёров чемпионата мира того года, а изготовление оплатили президент Регбийного союза Англии Джефф Блэкетт и президент Регби Австралии Хэмиш Маклин.
В 2004 году Харрисон сыграл все 12 матчей за сборную в сезоне, выходя в стартовом составе на позиции лока: в первых девяти матчах его коллегой по амплуа был Натан Шарп, в последующих трёх — Дэн Викерман. Последнюю игру за сборную провёл 27 ноября 2004 года против Англии в Лондоне на «Туикенеме».

## Стиль игры
Джастин Харрисон был известен как крайне мобильный замок, который отлично участвовал в розыгрыше коридоров. По мнению главного тренера «Брамбиз» Энди Френда, высказанному в 2009 году, Харрисон был «олдскульным» замком и одним из лучших форвардов Англии за минувшие четыре сезона. Он называл Харрисона одним из лучших специалистов по розыгрышу коридоров, который также мог быть и хорошим примером для подражания молодым игрокам. Исполнительный директор клуба Эндрю Фэган высказывался о Харрисоне аналогично, отмечая его преданность команде во время былых выступлений и считая его важным в истории клуба игроком.

## После игровой карьеры
В 2010 году было объявлено, что Харрисон станет тренером форвардов «Брамбиз». В 2011—2016 годах работал главным тренером французского клуба «Нарбонна», начиная там также как тренер форвардов. После увольнения Харрисона его пост занял Роки Элсом, но декабре 2017 года Харрисон вернулся в клуб в качестве спортивного консультанта.
По состоянию на 2022 год является президентом Ассоциации регбистов Австралии (англ. Australian Rugby Union Players Association).

## Достижения
Клубные
- Победитель Супер 12: 2001[4]
- Победитель Кельтской лиги: 2005/2006[4]
- Лучший регбист «Ольстера» по итогам сезона 2004/2005[3]

В сборной
- Серебряный призёр чемпионата мира: 2003[5]
- Победитель Кубка трёх наций: 2001[2]

## Статистика тренера
| Сезон     | Клуб     | Дивизион | Итоговое место |
| --------- | -------- | -------- | -------------- |
| 2011/2012 | Нарбонна | Про Д2   | 14-е           |
| 2012/2013 | Нарбонна | Про Д2   | 9-е            |
| 2013/2014 | Нарбонна | Про Д2   | 5-е            |
| 2014/2015 | Нарбонна | Про Д2   | 14-е           |

## Личная жизнь
Харрисон окончил среднюю школу Ньюмена (англ. Newman High School) в местечке Грейстейнс (англ. Greystanes) на западе Сиднея. В 2001 году окончил Университет Канберры по специальности «спортивная администрация» (бакалавр прикладных наук). Свои матчи за сборную он провёл, ещё будучи студентом университета. Женат, есть сыновья Джек и Хьюго.